# چیشکی
چیشکی (به لهستانی:  Cieszki) یک روستا در لهستان است که در گمینا لوبوویز واقع شده‌است.